# Кірюшкино (Федоровський район)
Кірю́шкино (рос. Кирюшкино, башк. Кирюшкин) — село у складі Федоровського району Башкортостану, Росія. Входить до складу Денискинської сільської ради.
Населення — 358 осіб (2010; 352 в 2002).
Національний склад:
- чуваші — 95%